# Inkubacja jaj
Inkubacja jaj (z łac. incubare – wysiadywać) – termin odnoszący się do procesu, w którym określone zwierzęta jajorodne (składające jaja) lęgną jaja i do procesu rozwoju zarodka w jaju. 
Specyficzna sytuacja występująca u ptaków i niektórych innych grup organizmów, w której ma miejsce czynność lub tendencja behawioralna siedzenia na jajach nazywana wysiadywaniem. Większość nieśnych ras drobiu jest pod tym względem sztucznie selekcjonowanych, by zwiększyć produkcję jaj.

## Inkubacja u bezkręgowców
Inkubacja występuje u niektórych bezkręgowców, jak np.: u parzydełkowców (np. ukwiały i koralowce), u kilku chitonów, u niektórych ślimaków, głowonogów, małży, u wielu stawonogów, u niektórych kielichowatych, ramienionogów, mszywiołów i rozgwiazd.

## Inkubacja u ptaków

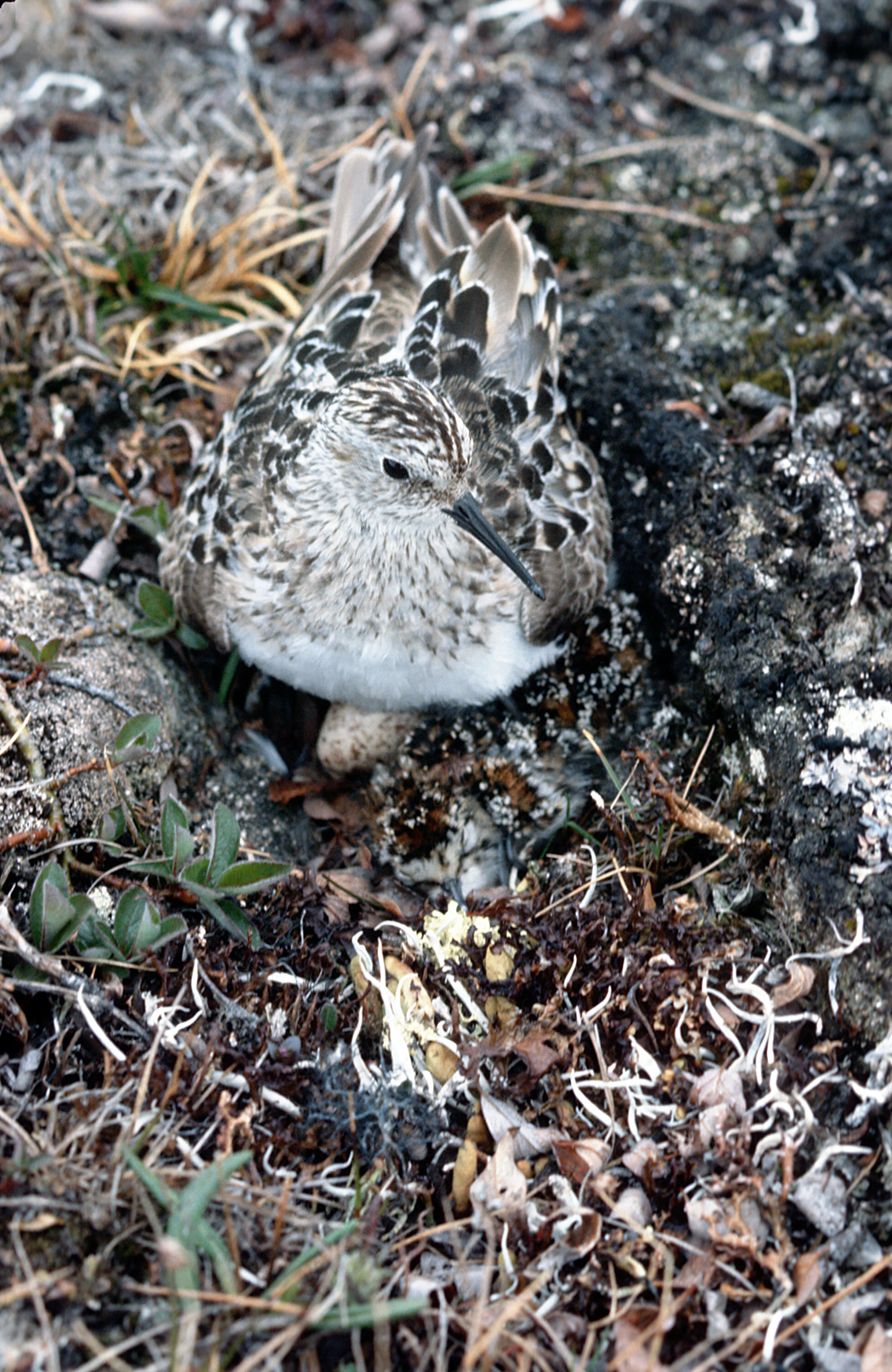
Biegus długoskrzydły wysiadujący jaja w gnieździe

Okres inkubacji u ptaków, czyli czas od rozpoczęcia nieprzerwanego wysiadywania do wyklucia się młodych waha się od 11 dni, u niektórych małych gatunków wróblowych, kukawika czarnodziobego (Coccyzus erythrophthalmus), czy kukawika żółtodziobego (Coccyzus americanus), do 80 dni u albatrosa królewskiego (Diomedea epomophora) i kiwi północnego (Apteryx mantelli). U tych ostatnich inkubacja jest przerywana, a najdłuższy nieprzerwany okres inkubacji wynosi 64 do 67 dni u pingwina cesarskiego. Na ogół mniejsze ptaki mają tendencję do szybszego wykluwania się, jednak są wyjątki, a ptaki gniazdujące w wydrążonych w ziemi jamach mają tendencję do dłuższych okresów inkubacji. Proces ten może być energetycznie wymagający: dorosłe albatrosy tracą aż 83 g masy ciała każdego dnia wysiadywania. Inkubacja u nogali (Megapodiidae) trwać może od 49 do 90 dni, w zależności od wielkości kopca i temperatury otoczenia. Nawet u innych ptaków, temperatura otoczenia może prowadzić do różnic w okresie inkubacji. Normalnie, jaja inkubowane są na zewnątrz ciała. Jednakże w jednym odnotowanym przypadku, inkubacja jaja nastąpiła w całości wewnątrz ciała samicy. Pisklę wykluło się wewnątrz matki i wydostało się na zewnątrz, bez skorupki, prowadząc do odniesienia wewnętrznych ran, które zabiły kwokę.
Rozwój zarodka pozostaje zawieszony do początku inkubacji. Świeżo złożone jaja kur domowych, strusi i wielu innych gatunków ptaków mogą być przechowywane przez około dwa tygodnie w temperaturze poniżej 5 °C. Dłuższe okresy zawieszenia rozwoju zarodka zaobserwowano u niektórych ptaków morskich. Niektóre gatunki rozpoczynają inkubację w momencie złożenia pierwszego jaja, w efekcie czego młode wykluwają się w różnych odstępach czasu. Inne rozpoczynają po złożeniu drugiego jaja tak, że trzecie pisklę jest mniejsze i bardziej podatne na niedobory żywności. Niektóre zaczynają wysiadywać po złożeniu ostatniego jaja z lęgu, co prowadzi do jednoczesnego wyklucia się piskląt.

### Okres inkubacji u ptaków
Poniższa tabela przedstawia okres inkubacji jaj u niektórych ptaków:
| ptak               | Okres inkubacji (dni) |
| ------------------ | --------------------- |
| starzyki           | 10                    |
| wróble             | 11–13                 |
| drozdy             | 13–14                 |
| przepiórki         | 16–23                 |
| kura domowa        | 21                    |
| kaczki             | 21–30                 |
| papugi             | 22–31                 |
| bażanty            | 23–27                 |
| płomykówka         | 30                    |
| gęsi               | 30–35                 |
| sokoły             | 31–33                 |
| strusie            | 50–60                 |
| emu                | 70–80                 |
| albatros królewski | 80                    |

## Inkubacja u ssaków na przykładzie dziobaków
Spośród ssaków jaja składają tylko dziobaki i kolczatki. Jaja dziobaków rozwijają się w macicy przez około 28 dni, a tylko przez 10 dni na zewnątrz organizmu matki (w odróżnieniu od sposobu rozrodu ptaków, np. jajo spędza 1 dzień w drogach rodnych nioski i 21 dni na zewnątrz). Po złożeniu jaj samica dziobaka owija się wokół nich. Czas inkubacji dzieli się na 3 fazy. W pierwszej fazie embrion nie posiada jeszcze funkcjonujących narządów i korzysta z zasobów zgromadzonych w pęcherzyku żółtkowym, absorbując żółtko. Podczas drugiej fazy rozwijają się palce, a w ostatniej pojawia się ząb jajowy.

## Inkubacja u innych kręgowców

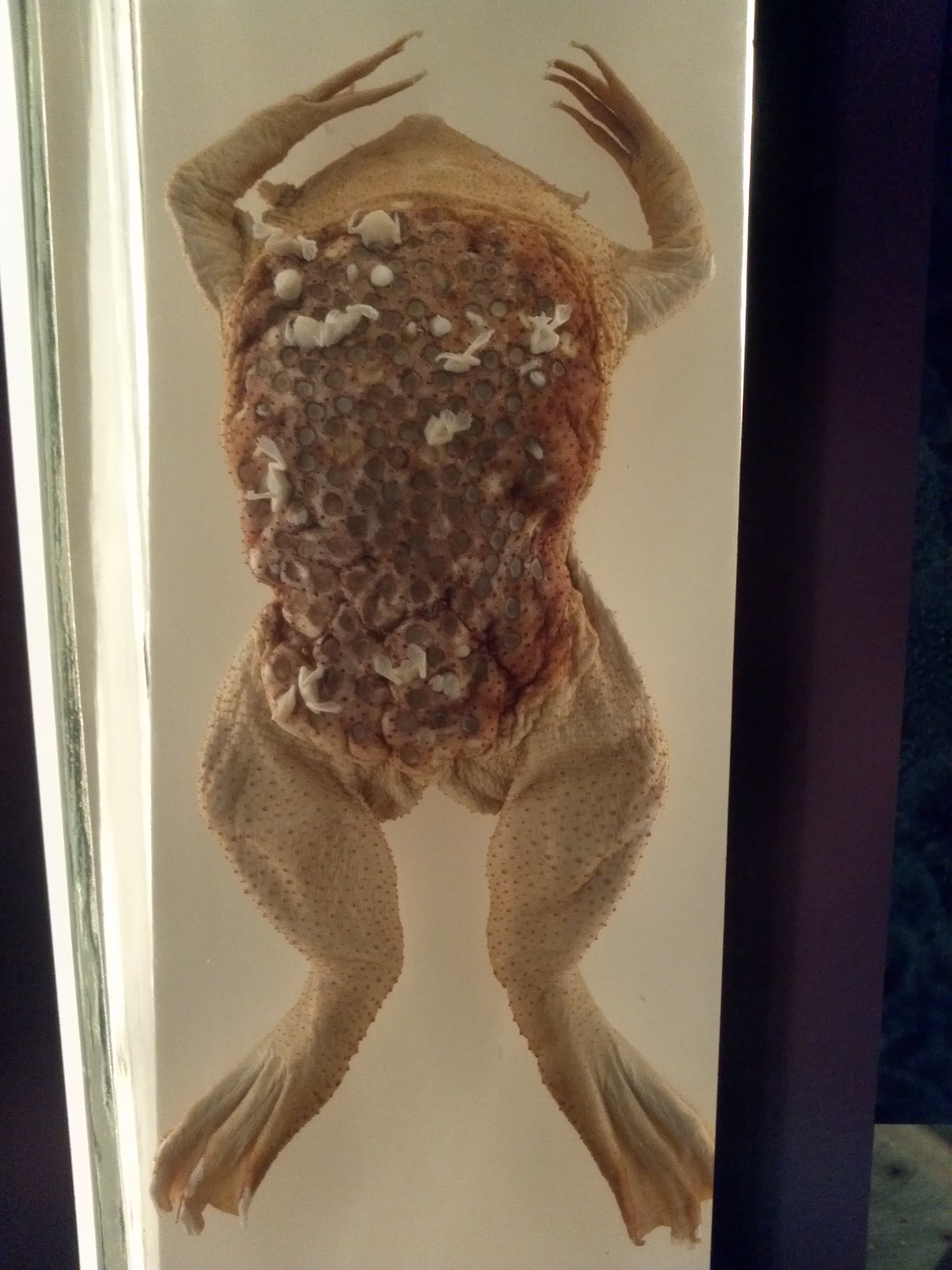
Samica grzbietoroda amerykańskiego z widocznymi kieszeniami lęgowymi na jej grzbiecie

U niektórych płazów dochodzi do inkubacji jaj. Samica przewężnicy (Ensatina eschscholtzii), z rodziny bezpłucnikowatych, owija się wokół złożonych jaj i masuje osobno jaja za pomocą swojego tętniącego gardła.
Niektóre wodne żaby, takie jak grzbietoród amerykański (Pipa pipa), posiadają na grzbiecie specjalne kieszenie lęgowe, w których umieszczane są jaja. Inne neotropikalne żaby z rodziny Hemiphractidae także mają kieszenie, w których rozwijają się jaja, u niektórych gatunków bezpośrednio w małe żaby, u innych w kijanki, które później są umieszczane w niewielkich zbiornikach wodnych, w których dalej się rozwijają.
Samce żaby Darwina (Rhinoderma darwinii) noszą jaja w pysku do czasu przeobrażenia, a samice żab z rodzaju Rheobatrachus z Australii połykają jaja, które następnie rozwijają się w żołądku.